# ソロチンスクの定期市
『ソローチンツィの定期市』（露語:Сорочинская ярмарка 英:The Fair at Sorochyntsi）は、モデスト・ムソルグスキーが作曲した未完成となったオペラの1つ。タイトルは『ソロチンスクの定期市』とかつて誤訳紹介されていたが、現在では上記のように正しい日本語訳が普及しつつある。なお、ソローチンツィとは原作者ニコライ・ゴーゴリの生地である。地名が形容詞化する時に変形するロシア語の規則を知らなかったことから生じた誤訳である。

## 概要
ニコライ・ゴーゴリの物語集『ディカーニカ近郷夜話』の第1部を基に、作曲者自身が台本を作成し、1874年から没する直前の1881年にかけて作曲された未完のオペラである。ムソルグスキーの死後、アナトーリ・リャードフやニコライ・チェレプニン、ヴィッサリオン・シェバリーンらの多くの作曲家たちが補筆・完成させ、多くの版が存在する。
現在全曲が上演されることは滅多にないが（故に録音も数少ない）、その中にある楽曲『ゴパック』や『パラーシャのドゥムカ』などはコンサートにおいて独立して演奏される。

## 作曲の経緯

### 着想
1874年頃、ムソルグスキーはマリインスキー劇場で活躍していたバス歌手オシップ・ペトロフ（Osip Petrov）が、『ボリス・ゴドゥノフ』のヴァルラームを見事に演じたことに感激し、彼の活躍の場を提供しようと企画し、ウクライナを題材としたオペラを作ろうと考えたことが作曲につながった直接の動機である。
この当時『ホヴァーンシチナ』も作曲していたが、当作品と同時並行する形で作曲に着手している。またムソルグスキーの最後のオペラ作品とされる『プガチョフスチーナ』（Pugachovshchina）の草稿及びその構想も同じく取り組んでいる。

### 作曲
同年にムソルグスキーは早速作曲に着手するものの、『ホヴァーンシチナ』と並行して作業していたことや、ウクライナ語の口調をレチタティーヴォでいかに表現できること、その主題をどのように作曲すれば良いかについて悩まされたうえ手こずり、作曲開始直後は滞りがちに進めていた。だがペトロフとその妻アンナ・ヴォロビヨーヴァから激励を受けたこともあって、1876年7月になって本格的に作曲を開始している。しかし1876年の段階では、台本はおろか筋書きそのものが全く書かれていない状態で着手していた。
作曲中のムソルグスキーはアルセーニイ・ゴレニシチェフ＝クトゥゾフに宛てた手紙に「第1幕は集中力を要するので、第2幕から始めた」（1877年8月15日付の手紙）と書いていることから、作業は難航していたことが窺われる。
1877年夏にオペラの一部を一旦完成させ、知人で音楽評論家のウラディーミル・スターソフらに意見を求めたが、彼らから批判を受けたため、完成した楽曲のほとんどが廃棄されている。またこの時期にペトロフ邸にて、それまで手がつけられなかった筋書きがようやく書かれ、これ以降作曲に全力を注いだ。
しかし1878年にペトロフが死去したことや、自身の病気や転職などで作曲のペースは大幅に落ち込み、作曲は再び難航をたどる。
1879年の夏、アルト歌手ダーリア・レオーノヴァ（Darya Leonova,1829-1896）のピアノ伴奏者として3ヶ月の休暇を貰い南ロシアへ旅行する。12都市の各地で行われた演奏会において、ムソルグスキーはこのオペラの一部を紹介しており、とくにウクライナの聴衆から好意的な反響を受けている。それ以来自信を持つようになり、完成に再び力を注いだ。この時点で序曲（ウクライナの暑い夏の日）、第1幕の「市場の情景」、第2幕のいくつかのナンバー（ピアノ版）、第3幕の「パラーシャのドゥムカ」が一応完成されている。
1880年1月1日に長年勤めていた公務員を退職し（地位を追い出される形であった）、友人たちから財政的な支援を受けて『ホヴァーンシチナ』と『ソローチンツィの定期市』の完成を目指すが、健康状態が悪化した末、1881年3月16日に世を去った時点では、オペラは完成に至らず未完成のまま残された。

## 初演
1911年3月16日（新暦では29日）に、ヴァチェスラフ・カラトゥイギン（Viatcheslav Karatygin,1875-1925）が、残された多くの断片を基に校訂した版をペテルブルクで演奏会形式（ピアノとナレーション付きによる演奏）として上演されている。この演奏会はムソルグスキー没後30年記念の演奏会であった。
舞台としての上演は1913年10月8日（新暦では21日）に、モスクワの自由劇場でコンスタンティン・サラージェフの指揮で行われた。この時はアナトーリ・リャードフとカラトゥイギンが補筆・改訂した版による。

## 様々な上演稿
オペラは完全な形として完成されなかったが、死後多くの作曲家らが補筆を試みている。
リャードフとカラトゥイギンによる上演稿
ムソルグスキーが生前完成させた4つのナンバーをリャードフとカラトゥイギンがオーケストレーションを施して校訂し、さらにリムスキー＝コルサコフが編曲した『禿山の一夜』を加え、4つのナンバーはゴーゴリの原作から用いた対話で補ったもの。
ツェーザリ・キュイによる上演稿
1915年から1916年にかけて、キュイがゴレニーシチェフ＝クトゥーゾフによって補足されたテクストを用いてオーケストレーションを施して完成させたもの。1916年に出版されている。
ニコライ・チェレプニンによる上演稿
上記のリャードフとカラトゥイギンの版とキュイの版を組み合わせ、さらにムソルグスキーの他の音楽を加えてつなぎ合わせたもの。1923年に出版されている。
パーヴェル・ラムによる上演稿
音楽学者のパーヴェル・ラムが校訂し、シェバリーンがオーケストレーションを施して完成させたもの。1933年に出版されている。通称「ラム・シェバリーン版」と呼ばれる。

## 楽器編成
この編成はP.A.ラムとシェバリーン版によるものである。
- 木管楽器:フルート3（第3はピッコロ持ち替え）、オーボエ2、クラリネット2、ファゴット2
- 金管楽器:ホルン4、トランペット2、コルネット2、トロンボーン3、テューバ
- 打楽器:ティンパニ、シンバル、トライアングル、小太鼓、タンブリン
- その他:弦五部、ピアノ、ハープ

## 演奏時間
全幕:約1時間45分（各幕:第1幕…約35分、第2幕…約40分、第3幕…約30分）。

## 登場人物
| 人物名                         | 声域         | 役                                   |
| ------------------------------ | ------------ | ------------------------------------ |
| ソローヴィ・チェレヴィーク     | バス         |                                      |
| ヒーヴリャ                     | メゾソプラノ | チェレヴィークの妻                   |
| パラーシャ                     | ソプラノ     | チェレヴィークの娘、ヒーヴリャの継子 |
| グリツィコ                     | テノール     | 若い農夫                             |
| クム                           | バリトン     | チェレヴィークの相棒、代夫           |
| アファナーシイ・イヴァノヴィチ | テノール     | 村の司祭の息子                       |
| ジプシー                       | バス         |                                      |
| チェルノボーク                 | バス         | 悪魔の親玉、黒の神                   |

その他（合唱）:商人たち、農夫たち、羊飼いたち、ジプシーたち、若者や娘たち、コサックたち、ユダヤ人たち、悪魔たち、魔女たち、小人たち

## あらすじ
時と場所:19世紀初頭、ウクライナの小村ソローチンツィ

### 第1幕 市場の情景
序曲に続いて、商人や群衆らが喧騒をきわめる定期市の場面から始まる。
田舎から来たチェレヴィークは、妻ヒーヴリャと娘パラーシャと共に市場を周り、チェレヴィークが雌馬と小麦を売るあいだ、パラーシャは楽しみげに市場の賑わいを見渡す。
そこに若い農夫のグリツィコが現れ、パラーシャを口説くが、これを見たチェレヴィークは2人を引き離す。グリツィコは旧友の息子であることを話すと、チェレヴィークは態度を和らげ、この出会いを祝すため居酒屋へと足を運ぶ。
晩、ヒーヴリャが通りで酔っているチェレヴィークを発見して叱りつけるが、娘とグリツィコとの結婚の話を聞くとすぐさまこれに反対する。これを立ち聞きしていたグリツィコは嘆き悲しむ。そこにジプシーが現れ、グリツィコに対して「牛と交換することでこの問題を解決しよう」と助け舟を出し、グリツィコは約束する。

### 第2幕 クムの小屋
妻ヒーヴリャは司祭の息子アファナーシイ・イヴァノヴィチとの密会を心待ちにする。寝ていたチェレヴィークが目を覚ますと、彼に「家畜泥棒に備えて外で眠るように」と言って夫を追い出す。アファナーシイが訪れると、2人は食事をしながら口説いたりする。
そこへ突然チェレヴィークが相棒のクムとその他の客たちと共に帰宅し、慌てたヒーヴリャはアファナーシイを裏にまわらせて屋根裏へ隠す。チェレヴィークやクムたちは「赤い羊皮」の伝説の話に夢中で、酒を飲んだりしている。
クムが話を終えると突然窓が開き、豚の鼻面をした悪魔が出て来て一同は慌てふためいて逃げ出し、隠れていたアファナーシイも飛び出す。

### 第3幕（各2場）

#### 第1場 ソロチンスク通り
チェレヴィークとクムは気を失いかけ、そこへジプシーと村の若者たちが2人を家畜泥棒と勘違いして捕縛する。そこにグリツィコが現れ、2人を解放する代わりにパラーシャとの結婚を認めてほしいと願い出る。チェレヴィークは結婚を認め、縄を解かれると一同はそれぞれの家に帰って行く。ただ一人グリツィコがその場に残り、パラーシャを思ううちに木の下で眠りに就く。そして幻想的な夢を見る。
ここで「若い農夫の夢」と題された合唱付きのバレエ音楽『禿山の聖ヨハネ祭の夜』が挿入される。これはスラヴの古い宗教の悪魔チェルノボークが取り仕切る魔女の安息日を描いたものである。
辺りが明るくなると、グリツィコが夢から覚める。

#### 第2場 小屋の前の通り
朝、パラーシャは継母のことで悩みつつも、玄関先でグリツィコを想いながら、家から出るとゴパックを踊りながら歌いだす。そこにやって来たチェレヴィークも一緒に踊りだす。クムとグリツィコが村の若者や娘たちと共に現れ、チェレヴィークは娘の結婚を心から祝福する。喜んだパラーシャとグリツィコは互いに祝福しあう。
一方妻のヒーヴリャが買い物から戻って来て怒るが、ジプシー達がヒーヴリャを取り押さえて連れ去ってしまう。チェレヴィークと人々は結婚を祝いながら踊る。一同が祝福したあと、徐々に退場して幕となる。

## 主要楽曲

### ゴパック
『ゴパック』（ホパークとも）は、本来ウクライナの舞曲であるが、当楽曲は第3幕の終盤を飾るもので、合唱を伴う。正式な名称は『陽気な若者たちのゴパック』である。管弦楽曲として独立して演奏されることも多く、またリャードフやラフマニノフによってピアノ曲に編曲されている。
構成はアレグロ・スケルツァンド、4分の2拍子。

## 録音
| 録音年 | 指揮者 管弦楽団・合唱団                                                                 | 配役 ソローヴィ・チェレヴィーク ヒーヴリャ パラーシャ グリツィコ クム アファナーシイ・イヴァノヴィチ ジプシー チェルノボーク                                                                                    | レーベル                | 備考                                  |
| ------ | --------------------------------------------------------------------------------------- | --- | ----------------------- | ------------------------------------- |
| 1955   | サモ・フバット指揮 スロヴェニア国立オペラ・バレエ劇場管弦楽団、合唱団                   | Latko Koroshetz Bogdana Stritar Vilma Bukovetz Miro Branjnik Friderik Lupsha Slavko Shtrukel Andrei Andreev Samo Smerkolj                                                                                       | Philips Records         | シェバリーン補完版                    |
| 1968   | ユーリ・アーロノヴィチ指揮 全連邦放送オペラ・シンフォニー・オーケストラ、合唱団         | ゲンナジー・トロイツキー アントニーナ・クレシチェヴァ リュドミラ・ベロブラギナ アレクセイ・ウスマノフ ボリス・ドブリン ユーリー・イェリニコフ アレクサンドル・ポリャコーフ セルゲイ・ストルカチョフ             | メロディア              | シェバリーン補完版 1968年10月22日録音 |
| 1983   | ヴラディーミル・エシポフ指揮 スタニスラフスキー＆N.ダンチェンコ音楽劇場管弦楽団、合唱団 | ウラディーミル・マトーリン リディヤ・ザハレンコ リディヤ・チェルヌィフ アナトリー・ミシチェフスキー オレグ・クリョーノフ ヴャチェスラフ・ヴォイナロフスキー ヴィタリー・テムチェフ ウラディーミル・スヴィストフ | メロディア Venezia      | シェバリーン補完版                    |
| 1996   | エフゲニー・ブラージニク指揮 エカテリンブルク・オペラ・バレエ劇場管弦楽団、合唱団       | ゲルマン・ククリン スヴェトラーナ・ザリズニャーク ナデジダ・ルィジコーヴァ ヴィタリー・ペトロフ セルゲイ・ヴャルコフ セルゲイ・マイストルク アンドレイ・ヴィレグジャニン                                        | Ural Brilliant Classics | シェバリーン補完版                    |

## 参考資料
- 『最新名曲解説全集19 歌劇2』（音楽之友社）
- 『作曲家名曲解説ライブラリー22 ロシア国民楽派』（音楽之友社）
- 『新グローヴ オペラ事典』（スタンリー・セイデイ著,白水社）
- 一柳富美子「ムソルグスキー 「展覧会の絵」の真実」（2007年　東洋書店）ISBN 9784885957277